# 安德森空军基地
安德森空軍基地（英語：Andersen Air Force Base）是位於美國關島北部的一個空軍基地，為美國太平洋空軍第36聯隊的屯駐地。安德森基地上同時有轟炸機大隊。
現時基地主要支援美軍在太平洋及印度洋地區的後勤工作。

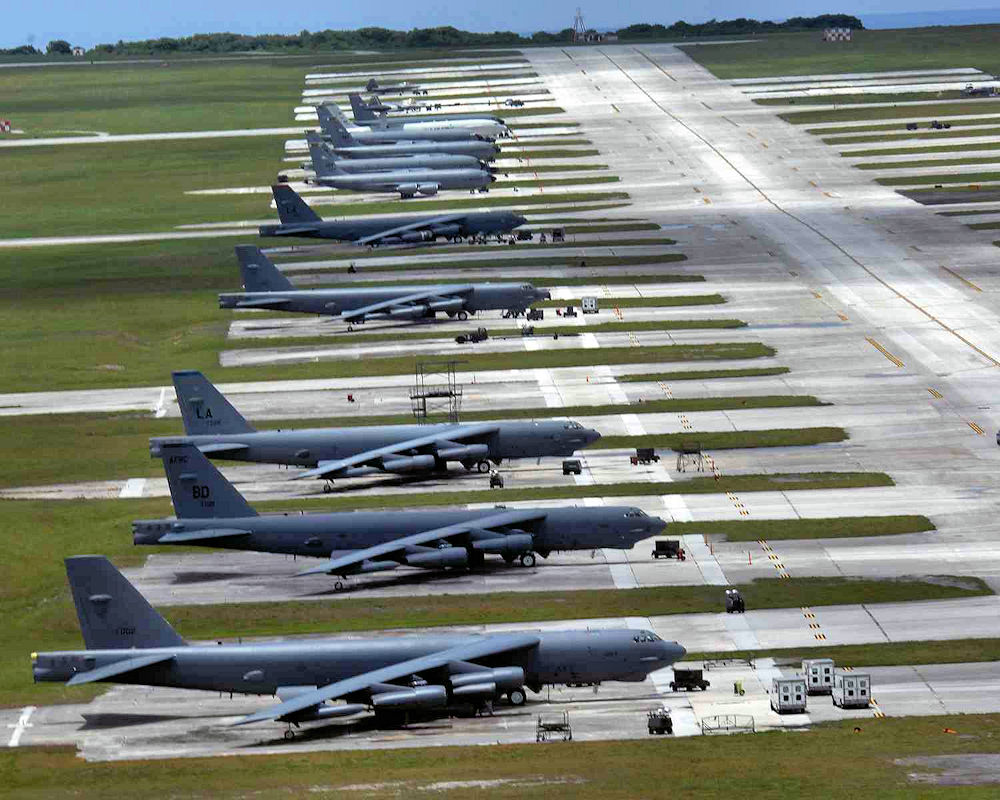
B-52同溫層堡壘戰略轟炸機停放於跑道邊。

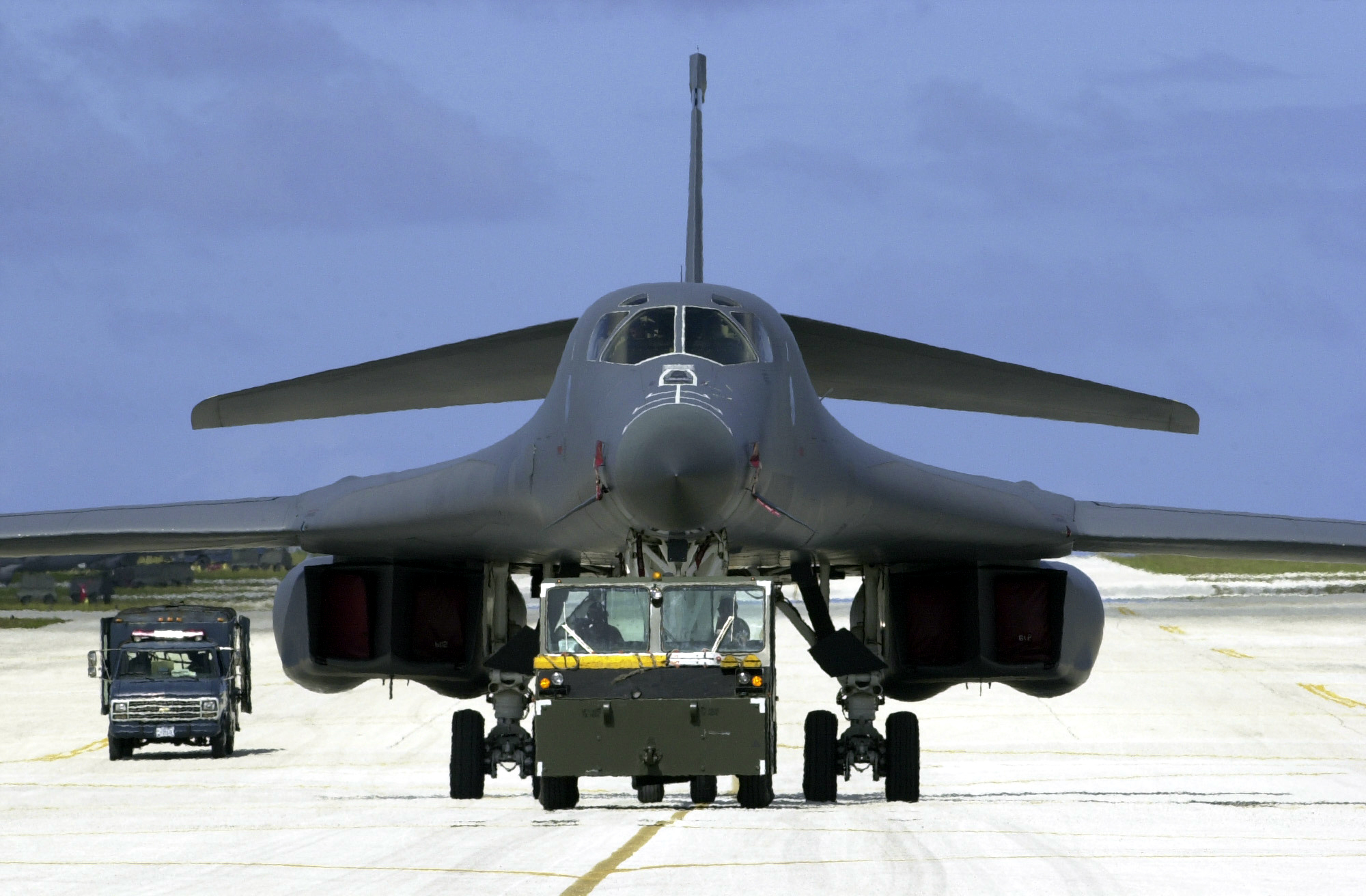
一架準備從安德森空軍基地起飛的B-1槍騎兵戰略轟炸機。

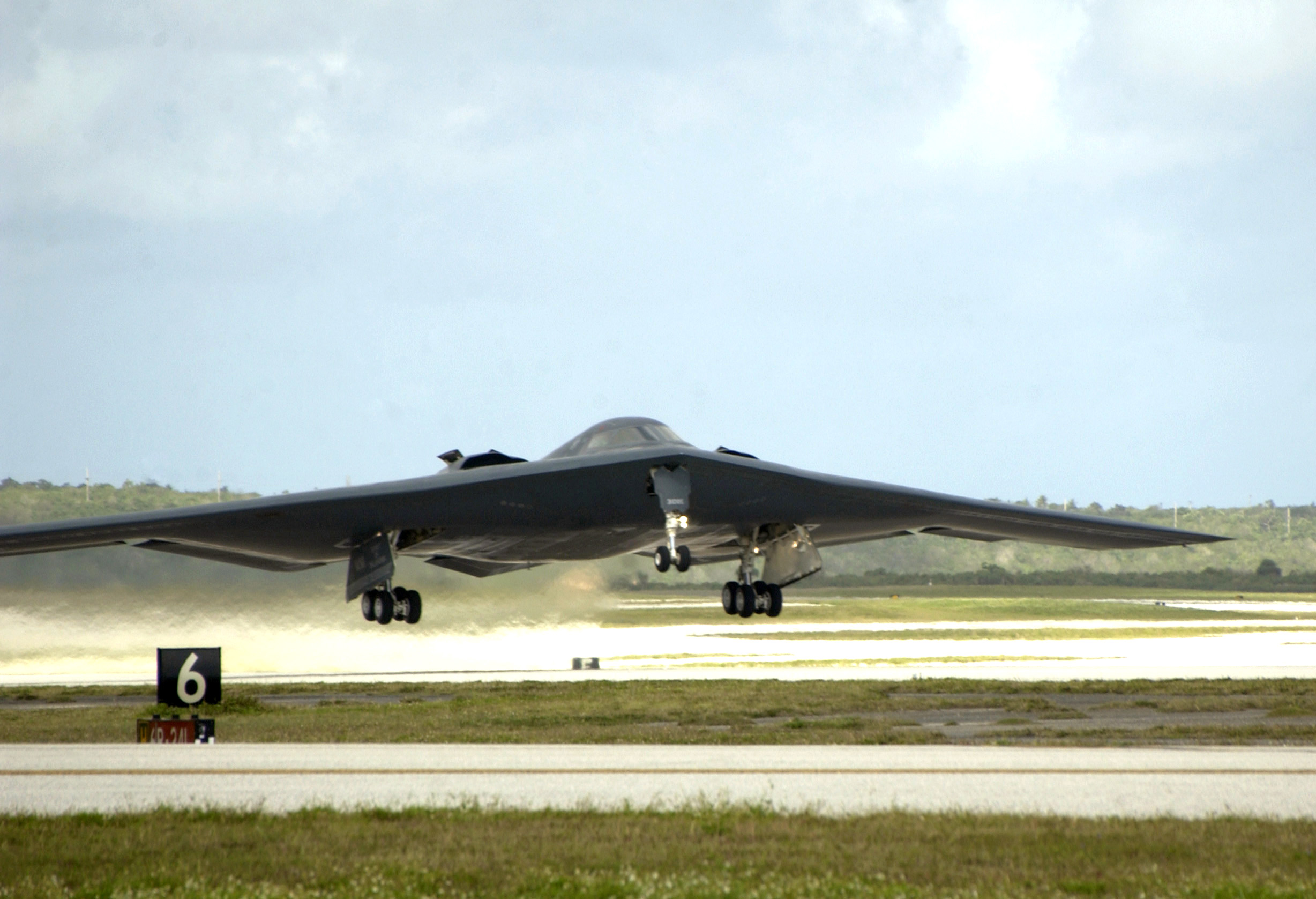
一架從安德森空軍基地起飛的B-2幽靈戰略轟炸機。

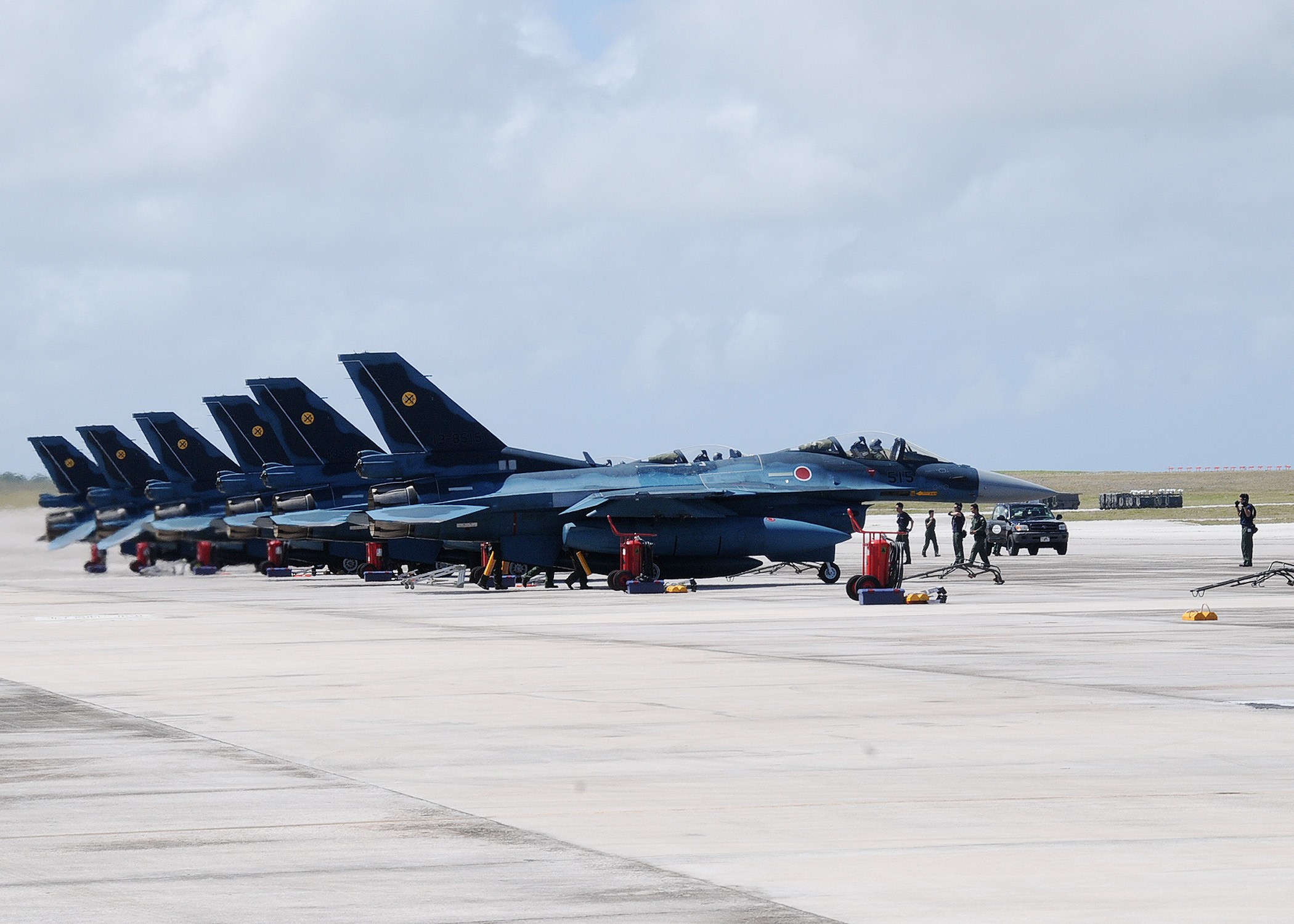
飛至安德森空軍基地參加演習的日本航空自衛隊F-2戰鬥機。

## 外部連結
- Andersen Air Force Base （页面存档备份，存于） (官方網站)